# Diocesi di Drohiczyn
La diocesi di Drohiczyn (in latino Dioecesis Drohiczinensis) è una sede della Chiesa cattolica in Polonia suffraganea dell'arcidiocesi di Białystok. Nel 2023 contava 178.000 battezzati su 236.200 abitanti. È retta dal vescovo Piotr Sawczuk.

## Territorio
La diocesi comprende la parte meridionale del Voivodato della Podlachia.
Sede vescovile è la città di Drohiczyn, dove si trova la cattedrale della Santissima Trinità. A Sokołów Podlaski si trova la concattedrale del Cuore Immacolato di Maria.
Nel territorio diocesano sorgono anche 3 basiliche minori: la basilica della Natività della Beata Vergine Maria e San Nicola a Bielsk Podlaski; la basilica della Santissima Trinità e Sant'Anna a Prostyń; la basilica dell'Assunzione della Beata Vergine Maria a Węgrów.
Il territorio è suddiviso in 11 decanati e 98 parrocchie.

## Storia
La diocesi è stata eretta il 5 giugno 1991, ricavandone il territorio dalla diocesi di Pinsk. La nuova diocesi comprendeva quella parte della diocesi di Pinsk che, dopo la fine della seconda guerra mondiale e la nascita del nuovo confine di Stato tra Polonia e Bielorussia, era rimasta in territorio polacco.
Dal 1950 per il territorio rimasto polacco della diocesi di Pinsk vennero nominati degli amministratori apostolici che già allora dovettero chiamare la circoscrizione "diocesi di Drohiczyn" poiché il governo comunista aveva proibito definirla di Pinsk, l'ultimo di questi amministratori divenne nel 1991 il primo vescovo di Drohiczyn.
Il 25 marzo 1992, nell'ambito della riorganizzazione delle diocesi polacche voluta da papa Giovanni Paolo II con la bolla Totus tuus Poloniae populus, si ampliò incorporando porzioni di territorio appartenute alla diocesi di Siedlce, per un totale di 48 parrocchie, e contestualmente entrò a far parte della provincia ecclesiastica dell'arcidiocesi di Białystok.

## Cronotassi dei vescovi
Si omettono i periodi di sede vacante non superiori ai 2 anni o non storicamente accertati.
- Władysław Jędruszuk † (5 giugno 1991 - 25 maggio 1994 deceduto)
- Antoni Pacyfik Dydycz, O.F.M.Cap. (20 giugno 1994 - 29 marzo 2014 ritirato)
- Tadeusz Pikus (29 marzo 2014 - 17 giugno 2019 dimesso)
- Piotr Sawczuk, dal 17 giugno 2019

## Galleria d'immagini

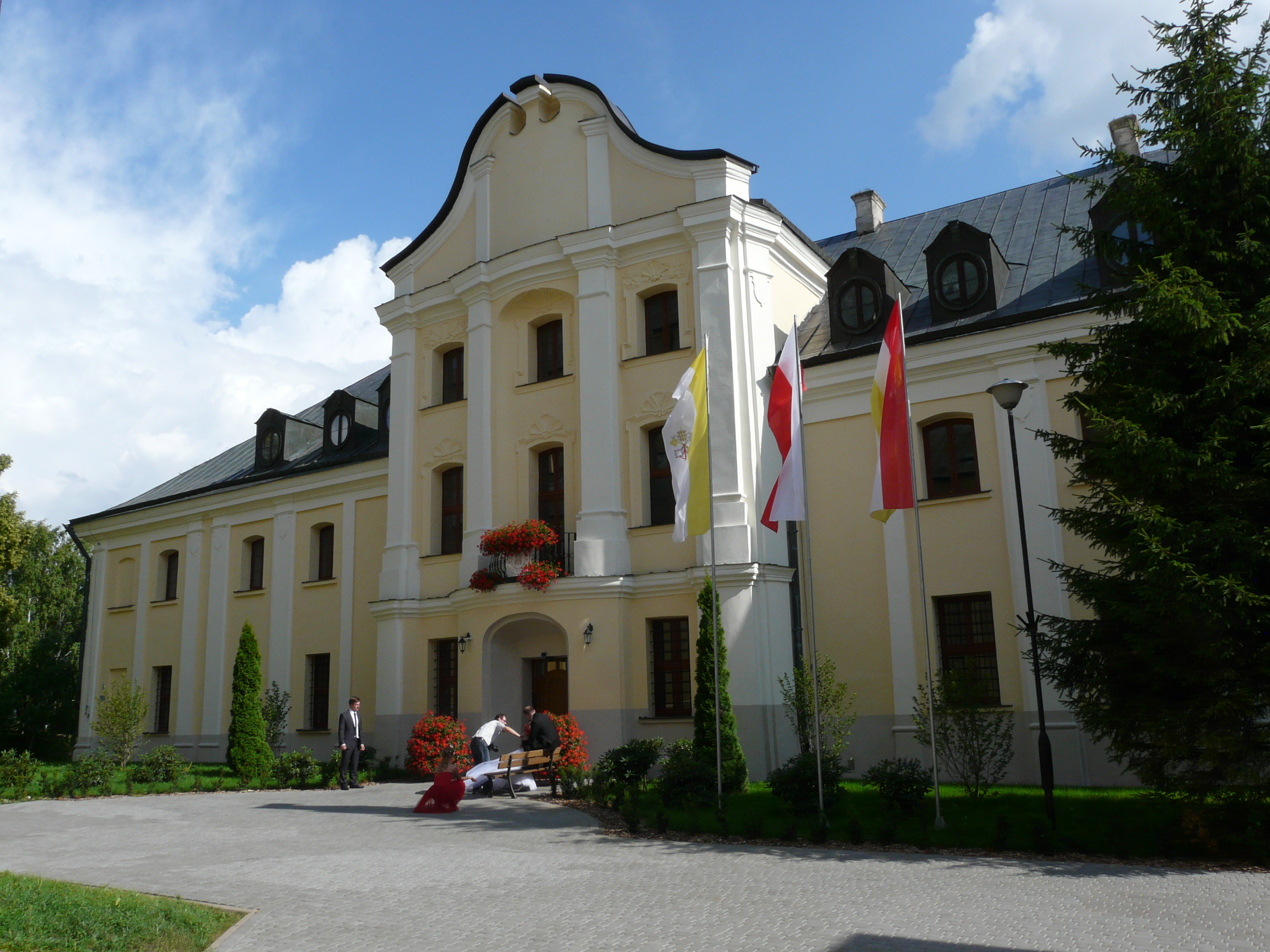
Il seminario diocesano
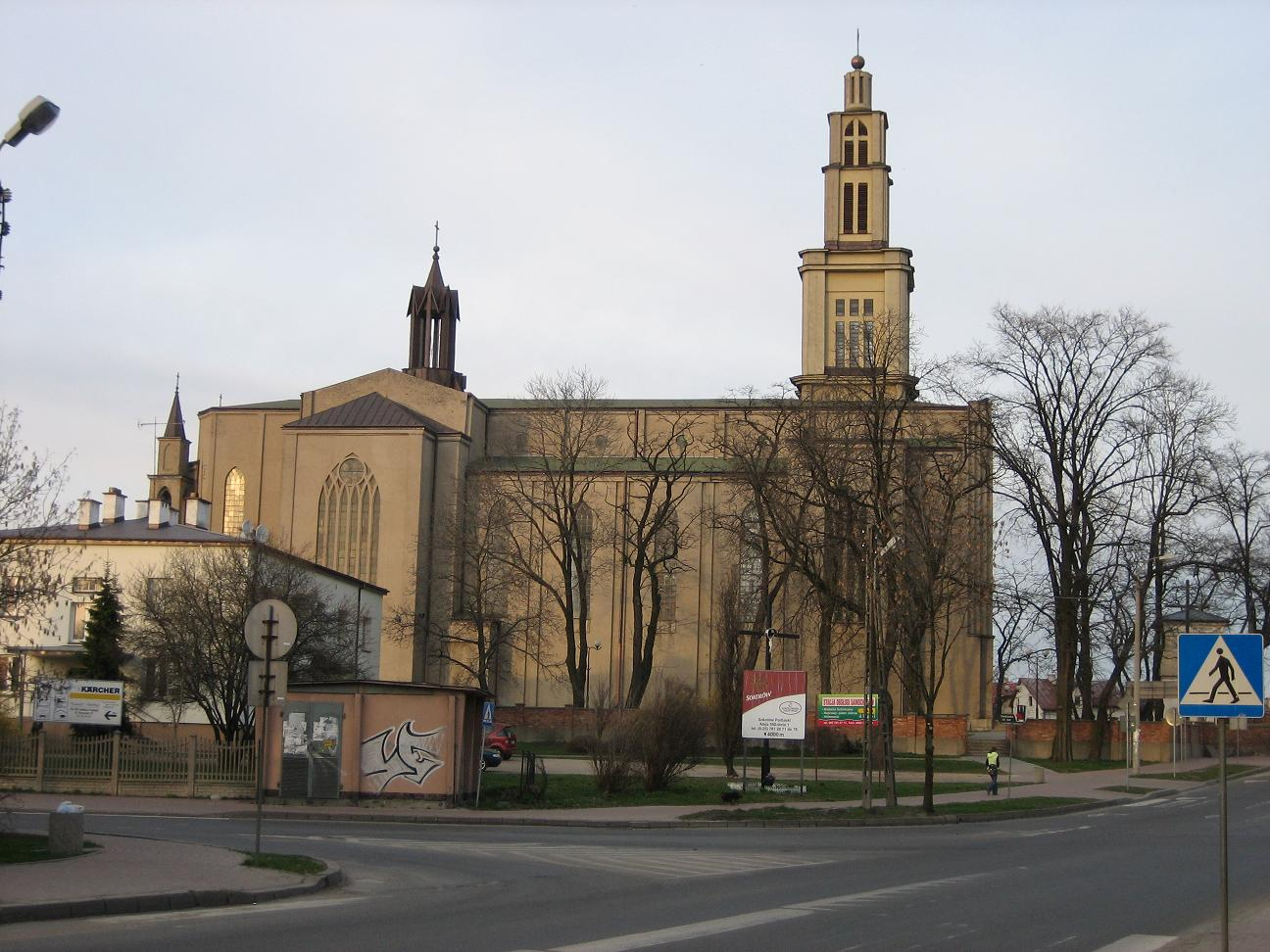
La concattedrale di Sokołów Podlaski
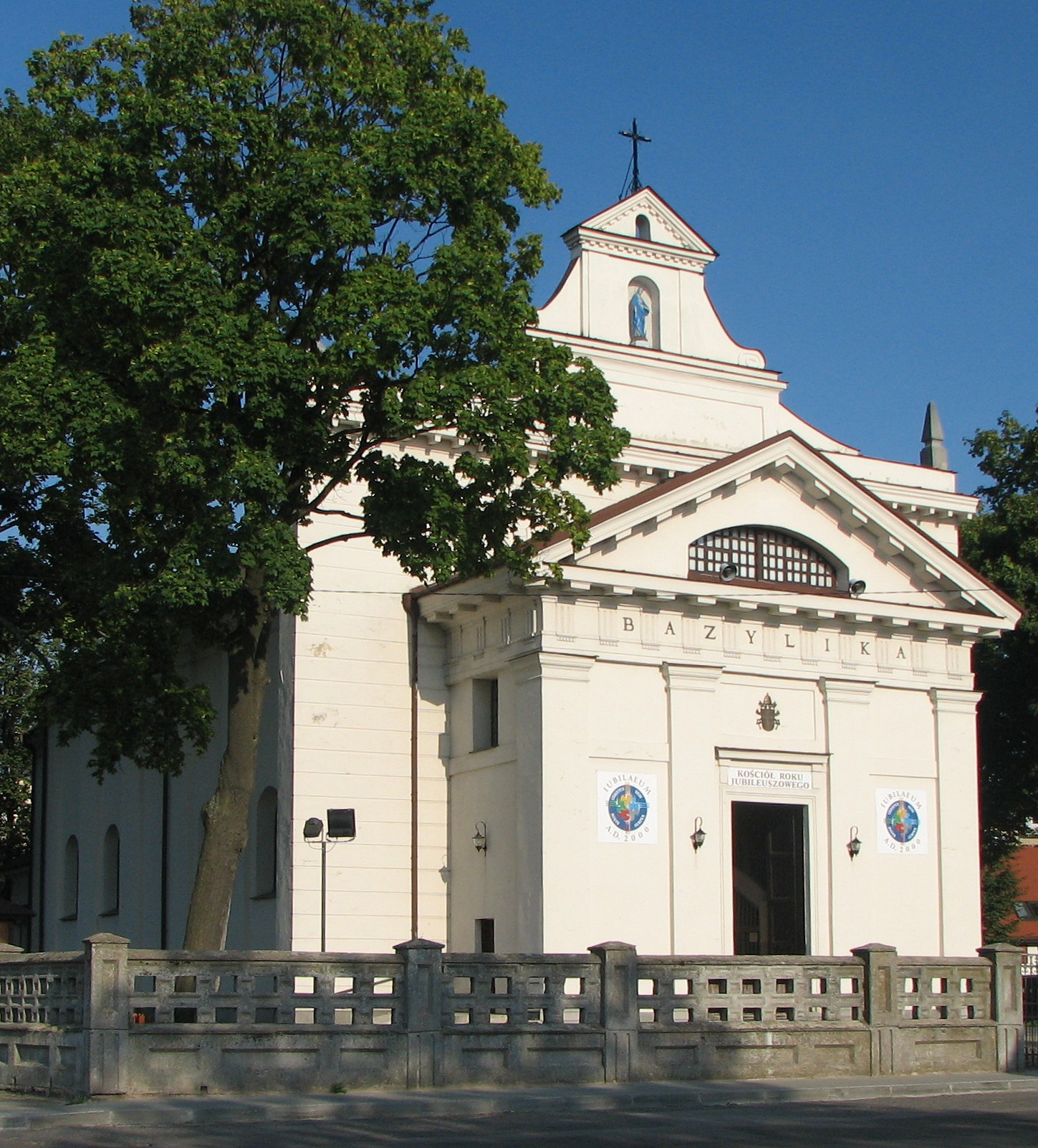
La basilica della Natività della Beata Vergine Maria e San Nicola di Bielsk Podlaski
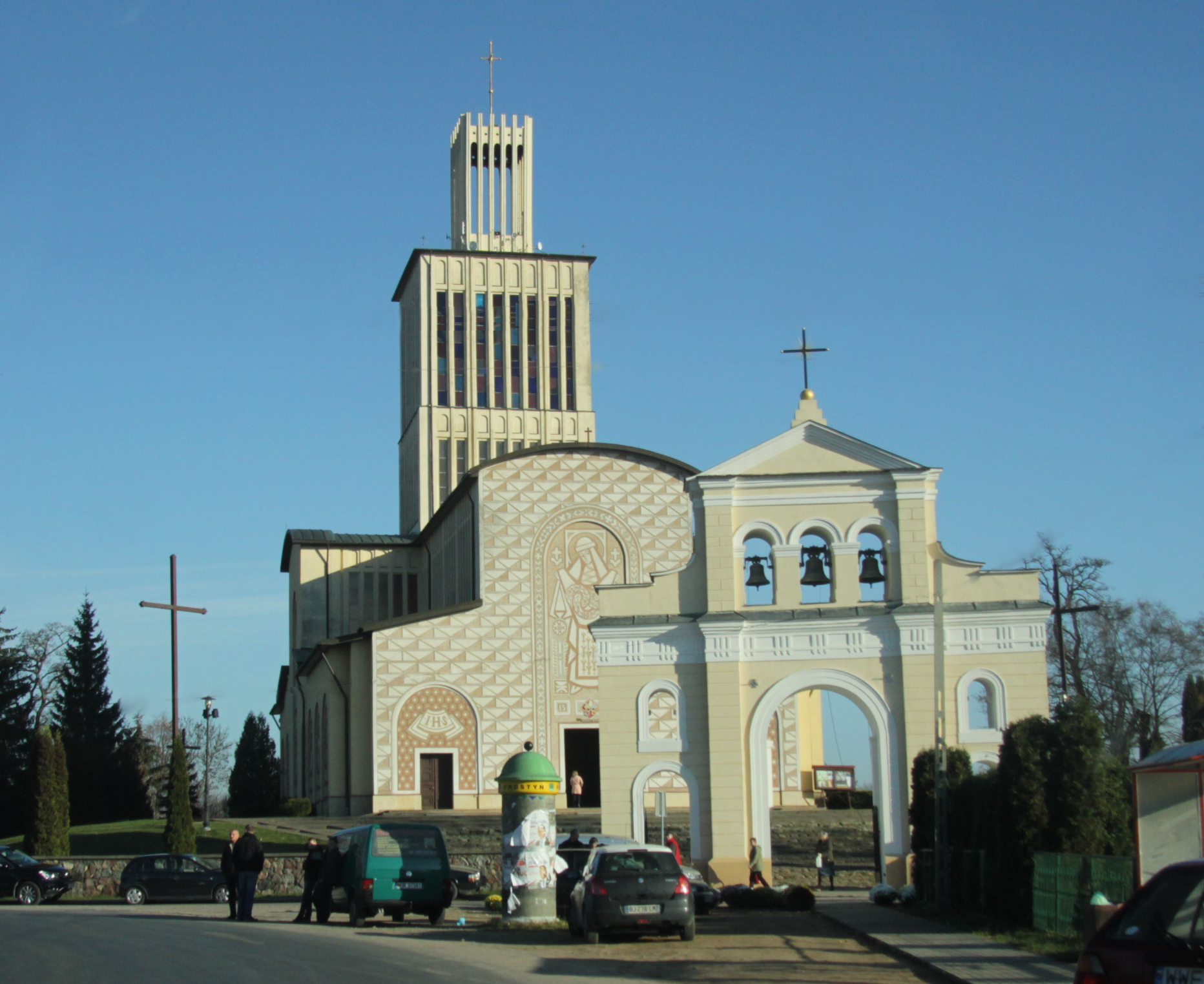
La basilica della Santissima Trinità e Sant'Anna di Prostyń
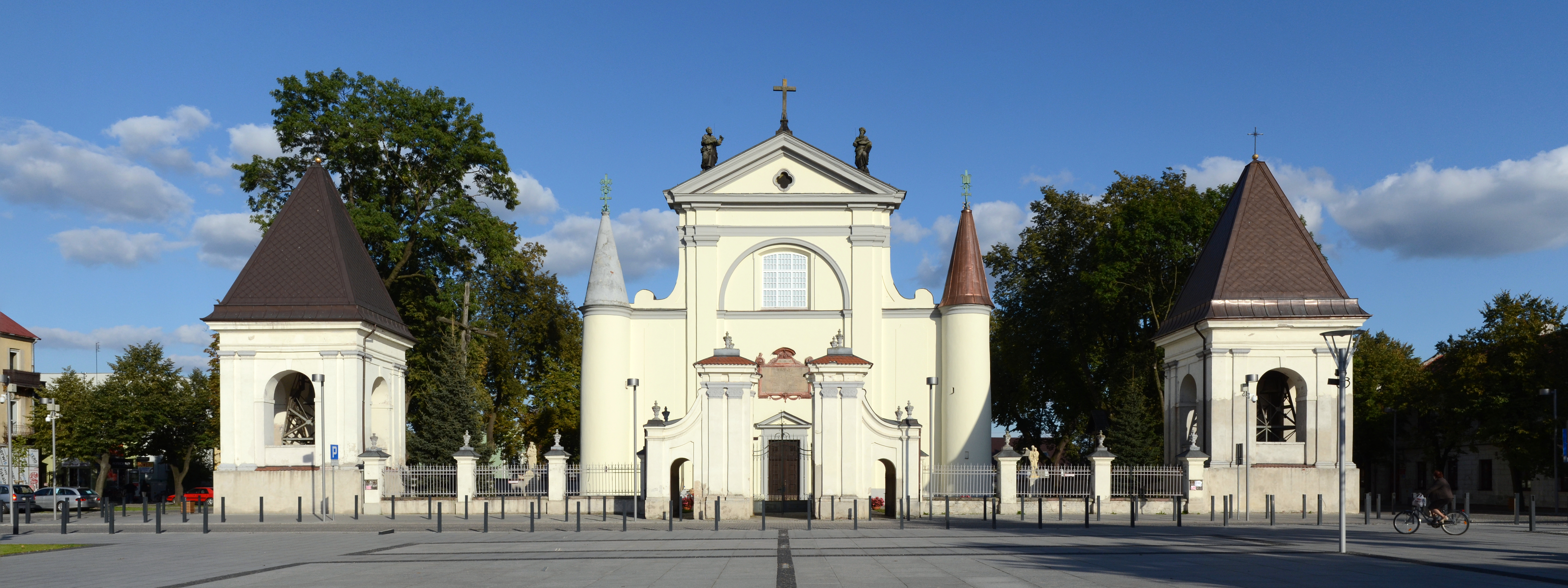
La basilica dell'Assunzione della Beata Vergine Maria di Węgrów

## Statistiche
La diocesi nel 2023 su una popolazione di 236.200 persone contava 178.000 battezzati, corrispondenti al 75,4% del totale.
| anno | popolazione | popolazione | popolazione | presbiteri | presbiteri | presbiteri | presbiteri                | diaconi | religiosi | religiosi | parrocchie |
| anno | battezzati  | totale      | %           | numero     | secolari   | regolari   | battezzati per presbitero | diaconi | uomini    | donne     | parrocchie |
| ---- | ----------- | ----------- | ----------- | ---------- | ---------- | ---------- | ------------------------- | ------- | --------- | --------- | ---------- |
| 1999 | 212.840     | 308.740     | 68,9        | 182        | 169        | 13         | 1.169                     |         | 17        | 108       | 93         |
| 2000 | 212.800     | 308.700     | 68,9        | 187        | 174        | 13         | 1.137                     |         | 17        | 107       | 93         |
| 2001 | 208.025     | 293.468     | 70,9        | 186        | 173        | 13         | 1.118                     |         | 16        | 108       | 93         |
| 2002 | 208.130     | 293.589     | 70,9        | 199        | 186        | 13         | 1.045                     |         | 16        | 111       | 93         |
| 2003 | 206.140     | 291.580     | 70,7        | 196        | 181        | 15         | 1.051                     |         | 19        | 111       | 95         |
| 2004 | 206.000     | 292.000     | 70,5        | 203        | 185        | 18         | 1.014                     |         | 24        | 118       | 95         |
| 2006 | 210.000     | 295.000     | 71,2        | 208        | 192        | 16         | 1.009                     |         | 21        | 122       | 96         |
| 2013 | 210.200     | 290.400     | 72,4        | 233        | 213        | 20         | 902                       |         | 22        | 116       | 98         |
| 2016 | 208.400     | 288.000     | 72,4        | 237        | 217        | 20         | 879                       |         | 22        | 109       | 98         |
| 2019 | 181.600     | 249.500     | 72,8        | 235        | 216        | 19         | 772                       |         | 21        | 109       | 98         |
| 2021 | 177.100     | 235.100     | 75,3        | 231        | 210        | 21         | 766                       |         | 23        | 103       | 98         |
| 2023 | 178.000     | 236.200     | 75,4        | 229        | 210        | 19         | 777                       |         | 20        | 100       | 98         |